# Acta de Conventículos de 1664

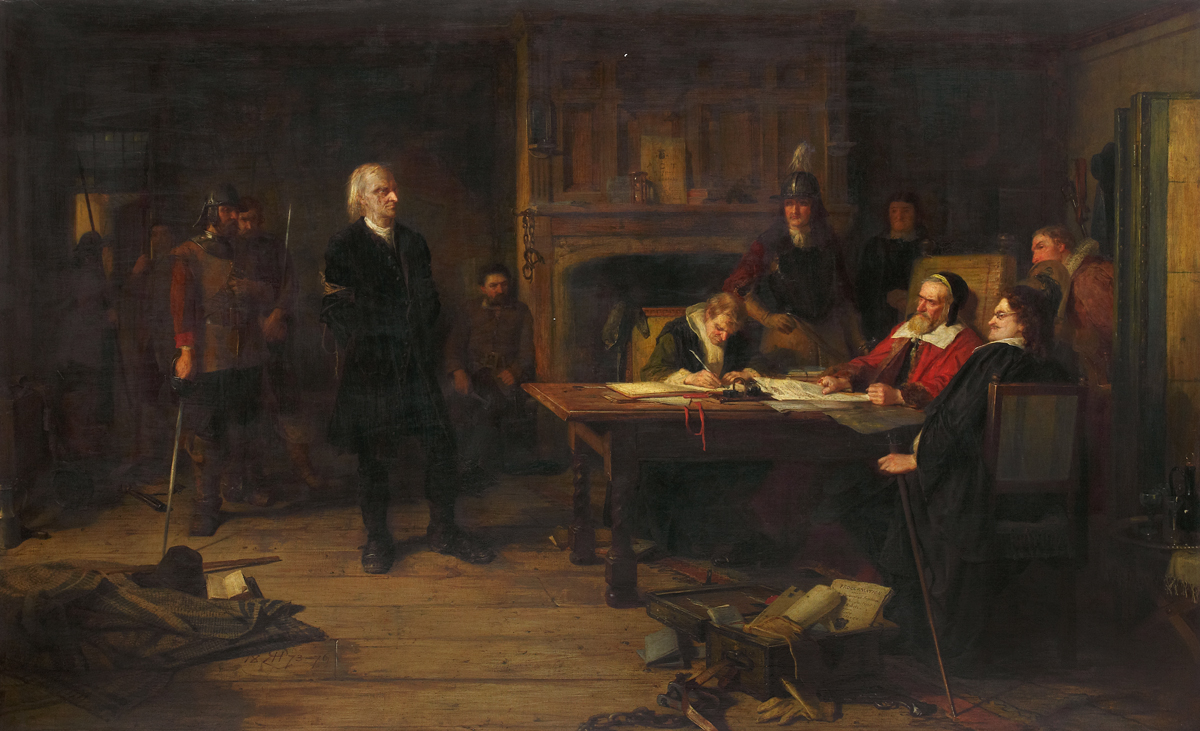
Un Predicador de conventículo antes de las Justicias, pintado por Robert Inerarity Herdman

El Acta de Conventículos de 1664 fue una ley del Parlamento de Inglaterra (16 Carlos II c. 4) que prohibía los conventículos, definidos como asambleas religiosas de más de cinco personas distintas de una familia inmediata, fuera de los auspicios de la Iglesia de Inglaterra.

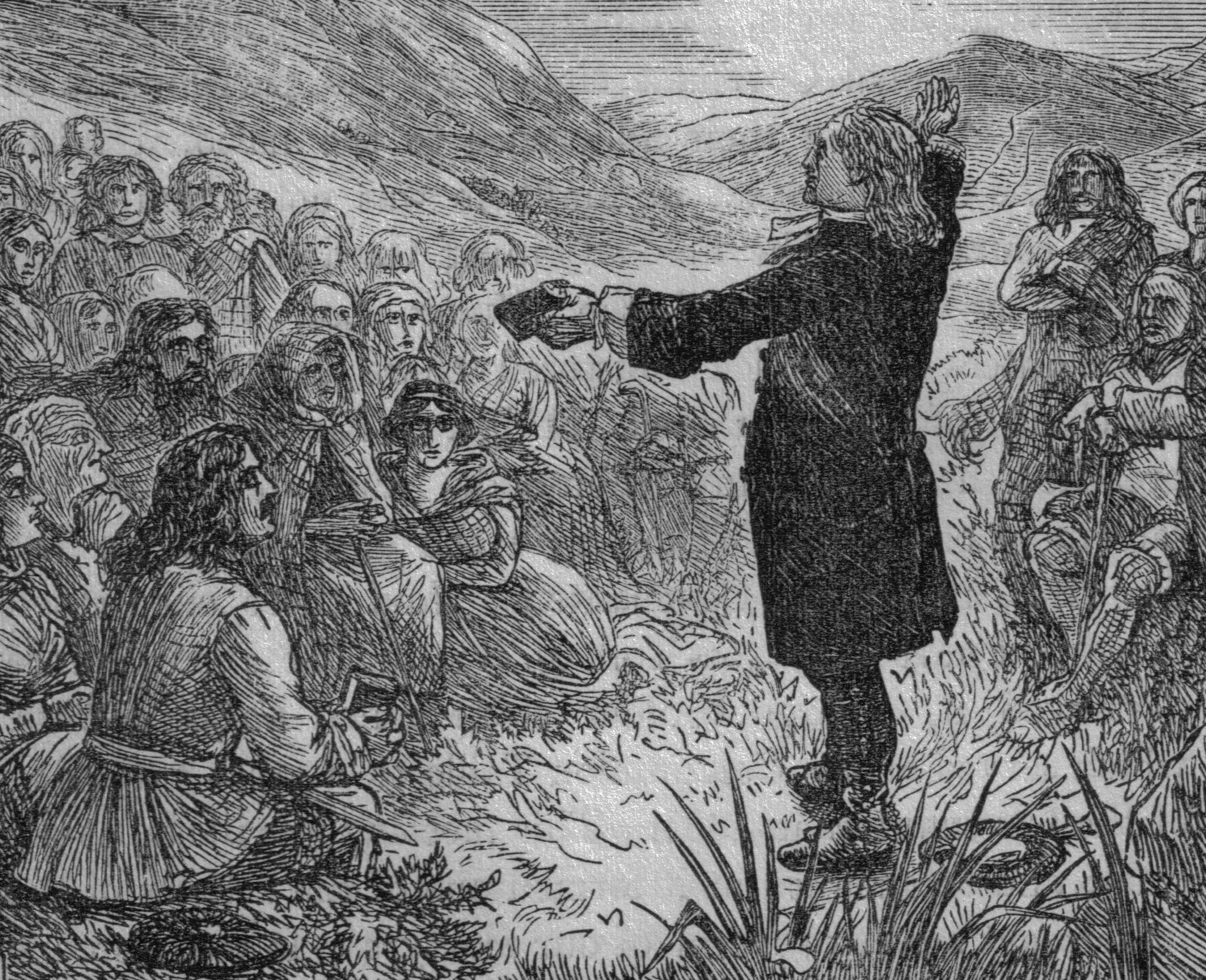

Esta ley era parte del Código de Clarendon, que lleva el nombre de Edward Hyde, primer conde de Clarendon, cuyo objetivo era desalentar el inconformismo y fortalecer la posición de la Iglesia establecida, pero el Código de Clarendon no era en realidad obra del mismo Clarendon, quien favorecía una política de mayor tolerancia hacia los disidentes. Estas prohibiciones llevaron a muchos, como los Covenanters, a desocupar sus parroquias en lugar de someterse a las nuevas autoridades episcopales. Así como los ministros se fueron, también lo hicieron las congregaciones, siguiendo a sus antiguos pastores a los sermones en la ladera. Desde pequeños comienzos, estas asambleas de campo —o conventículos— se convertirían en grandes problemas de orden público para el gobierno.
El funcionamiento del Código de Clarendon, al menos en lo que respecta a los protestantes, fue mitigado por la Declaración Real de Indulgencia de Carlos II en 1672, que suspendió la ejecución de las Leyes Penales y permitió que se dotara de personal y se construyera un cierto número de capillas no conformistas, con los pastores sujetos a la aprobación real.
El acta de Conventículos fue derogada en 1689.

## Reacción judía
Aunque dirigida a los inconformistas, cuando se aprobó el acta de Conventículos, los judíos liderados por su nuevo rabino, Jacob Sasportas, llevaron sus ansiedades a Carlos II, quien les dijo, "riendo y escupiendo", que no se preocuparan; más tarde, el Consejo privado puso por escrito que los judíos podrían "prometerse a sí mismos los efectos del mismo favor que antes tenían, siempre y cuando se degraden pacíficamente y en silencio, con la debida obediencia a las leyes de Su Majestad y sin escándalos para su gobierno". Así, los judíos ingleses, por un acto de omisión, por así decirlo, se convirtieron en sujetos, sin más discapacidades que las inherentes a su propia falta de voluntad, como católicos e inconformistas, de pertenecer a la Iglesia de Inglaterra o, en su caso particular, de prestar juramentos cristianos.